# Aechmea campanulata
Aechmea campanulata är en gräsväxtart som beskrevs av Lyman Bradford Smith. Aechmea campanulata ingår i släktet Aechmea och familjen Bromeliaceae. Inga underarter finns listade i Catalogue of Life.